# Kengtübek Tübegi
Kengtübek Tübegi är en halvö i Kazakstan.   Den ligger i oblystet Almaty, i den östra delen av landet, 800 km sydost om huvudstaden Astana.